# Walter Bösiger
Walter Bösiger (* 11. August 1878 in Biel; † 30. Juli 1960 ebenda) war ein Schweizer Architekt, Offizier und Politiker.

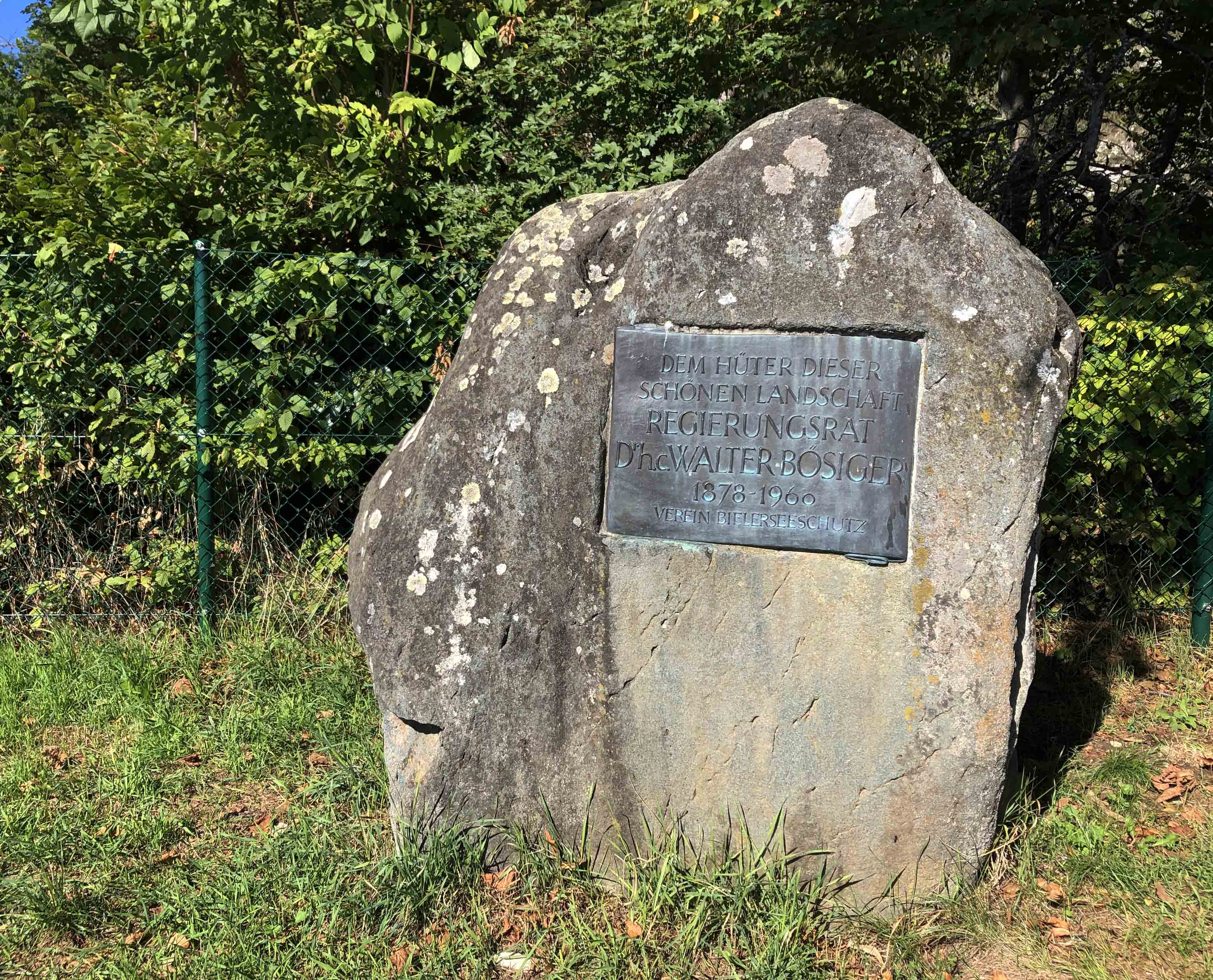
Denkmal für Walter Bösiger, vom Verein Bielerseeschutz in Twann aufgestellt

## Leben
Walter Bösiger war der Sohn des Baumeisters Hans Bösiger in Biel. Er besuchte die Kantonsschule in Solothurn und studierte am Eidgenössischen Polytechnikum Zürich Architektur. Er war Mitglied der Studentenverbindung Helvetia. Nachdem er 1902 das Diplom als Architekt erhalten hatte, gründete er in Biel mit seinem Studienkollegen Marcel Daxelhoffer ein Planungsbüro für Architektur. 1908 nahm er mit dem Projekt für das Krematorium in Biel, das er für den städtischen Feuerbestattungsverein entworfen hatte, an der nationalen Kunstausstellung in Basel teil. Bösiger setzte sich für die Bewegung des Heimatschutzes ein und gehörte zu den Gründern der Heimatschutzvereinigung Biel-Seeland.
1910 gründete er mit Max Zeerleder (1880–1964) ein Architekturbüro in Bern, das er ab 1915 alleine weiterführte; einer seiner Mitarbeiter war Jacques Wipf, der sich als Architekt im Berner Oberland und Dozent am Technikum Burgdorf einen Namen machte. Die Architekten schufen Villen im Stadtberner Kirchenfeldquartier und planten unter anderem das 1915 bis 1916 errichtete Verwaltungsgebäude der Bernischen Kraftwerke (BKW) am Viktoriaplatz in Bern. Seit 1917 plante Walter Bösiger im Auftrag der BKW und deren Direktor Eduard Will aus Nidau das Maschinenhaus des Wasserkraftwerks Mühleberg an der Aare, das erste grosse Bauwerk aus Sichtbeton in der Schweiz.

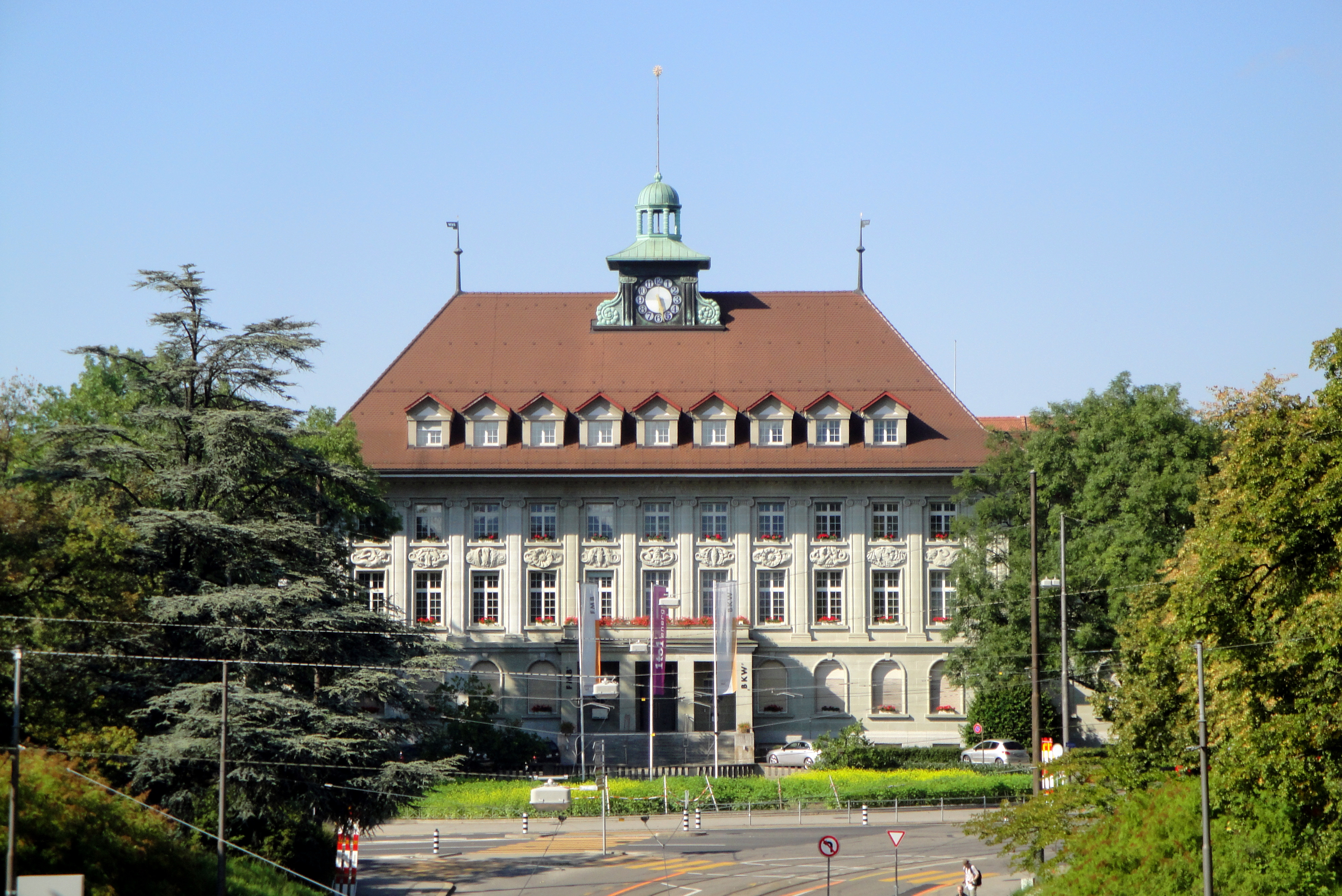
Hauptsitz der BKW in Bern (2011)

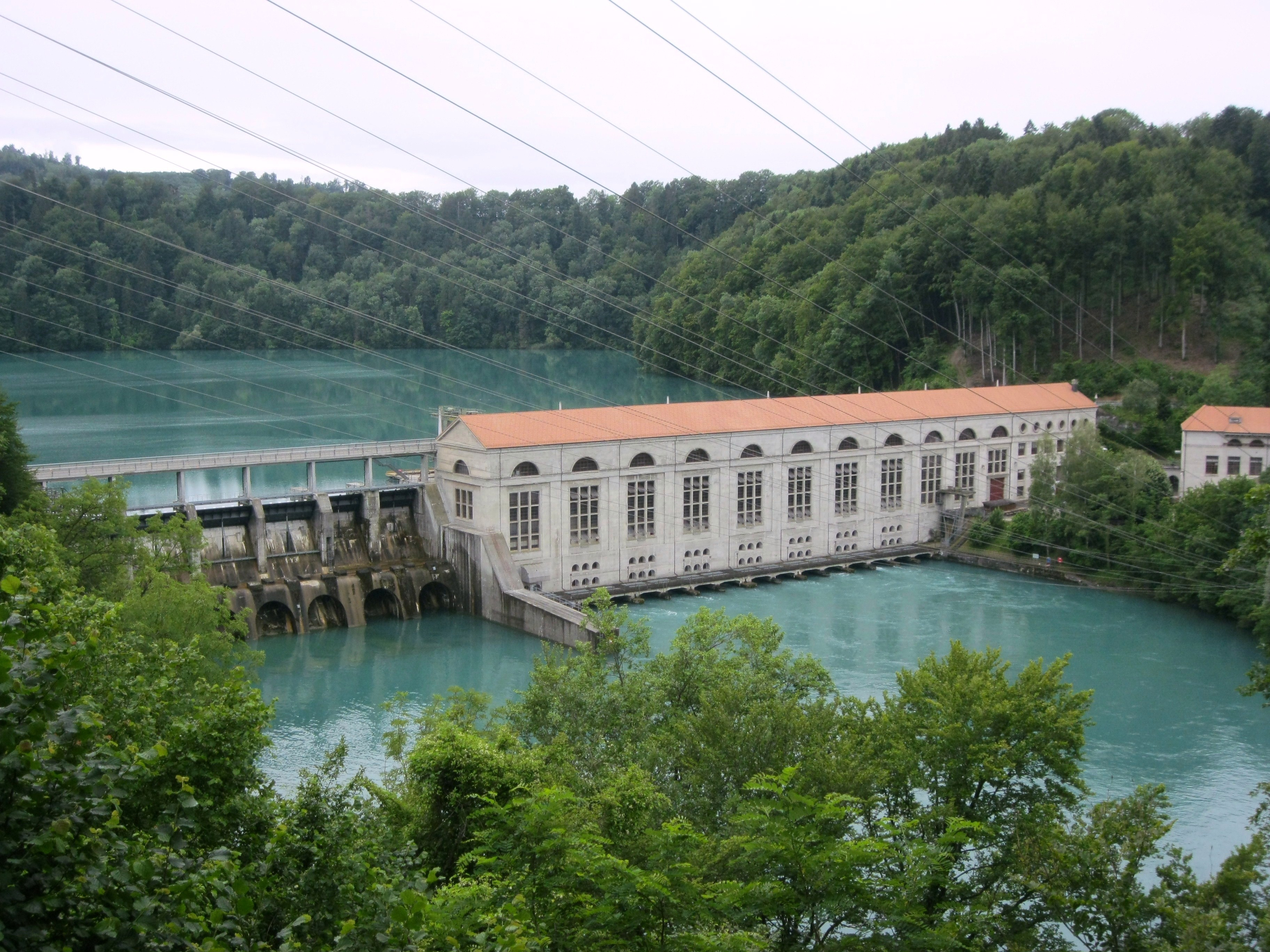
Kraftwerk Mühleberg (2012)

Als Politiker war Walter Bösiger zunächst Mitglied der jungfreisinnigen Partei und sass von 1908 bis 1910 im Stadtrat von Biel. Für die bernische Bauern- und Bürgerpartei (BGB) amtete er von 1923 bis 1938 als Regierungsrat des Kantons Bern. Als Baudirektor betreute er zahlreiche öffentliche Bauprojekte, so für das Frauenspital Bern und die Universität Bern. Mehrere grosse Bauprojekte in Bern wurden in jener Zeit von Otto Rudolf Salvisberg realisiert und galten als Musterprojekte des Modernen Bauens in der Stadt, so wie zum Beispiel das Suva-Haus von 1931.
Aufgrund seiner Funktion in der Kantonsregierung amtete Walter Bösiger als Verwaltungsratspräsident der Bern-Lötschberg-Simplon-Bahn und der Bernischen Kraftwerke. Im Militär diente er während des Ersten Weltkriegs als Kavallerieoffizier und dann als Kommandant des Berner Bataillons 28 und schliesslich als Oberstleutnant. 1934 verlieh ihm die Universität Bern den Ehrendoktortitel.
Nach seiner Zeit in der Kantonsregierung war Bösiger weiter als Architekt tätig und nahm seinen Wohnsitz wieder in Biel. Er leitete unter anderem von 1938 bis 1945 den Ausbau der Sustenstrasse.
Walter Bösiger beobachtete die Bauentwicklung in den Landschaften am Bielersee und kritisierte besonders die rasche Ausbreitung privater Wohnhäuser am Südufer des Sees. Er liess durch das Baudepartement Planungszonen in den Ufergemeinden festlegen und eine Kartierung der für die Natur und das Landschaftsbild bedeutenden Schilfzonen ausführen. Zu Beginn er 1930er Jahre entstand auf diese Weise am Bielersee eine der ersten Regionalplanungen der Schweiz. Am 16. September 1933 konstituierte sich mit Personen aus den Seegemeinden der Verein Bielerseeschutz, der vor allem das Landschaftsbild am See erhalten und öffentliche Uferwege ermöglichen wollte und der 2007 im neu gebildeten Netzwerk Bielersee aufging.
Als die Weinbaulandschaft und die Verkehrsinfrastruktur am linken Bielerseeufer in den 1920er Jahren durch mehrere schwere Unwetter stark in Mitleidenschaft gezogen wurde, engagierte sich Walter Bösiger zusammen mit Grossrat Arnold Hirz (1888–1977) aus Tüscherz für die Melioration der Rebberge und den Bau einer neuen Strasse zwischen Tüscherz und La Neuveville. Der bernische Grosse Rat bewilligte am 8. September 1930 das Projekt. Die Baupläne für die neue Brücke über den Twannbach lieferte der Bauingenieur Robert Maillart.
30. Juli 1960 starb Walter Bösiger im 82. Lebensjahr in Biel.